# Maksim Ramasjtsjanka

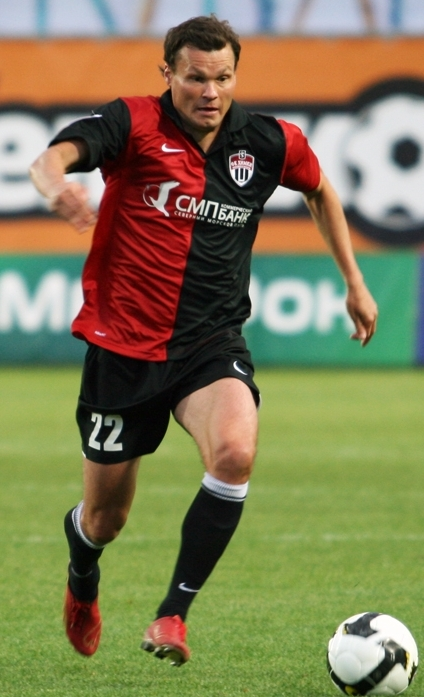
Maxim Romaschenko (2009)

Maksim Ramasjtsjanka (Wit-Russisch: Максім Рамашчанка, Oekraïens: Макси́м Рома́щенко) (Pavlohrad, 31 juli 1976) is een Wit-Russische voetbalcoach en voormalig voetbalspeler van Oekraïense afkomst. Hij speelde voor het Wit-Russisch voetbalelftal en speelde daarvoor 64 interlands. Hierbij scoorde hij 20doelpunten, waarmee hij de topscorer is van het Wit-Russisch elftal. Bovendien werd hij in 2004 benoemd tot de beste Wit-Russische voetballer boven Alexander Hleb.  
Hij is op dit moment trainer in de academie van de Russische voetbalclub Stringino Moskou. Als speler speelde hij voor de clubs Dnepr Mogilev, Shinnik Bobruisk, MPKZ Mozyr, Dynamo Moskou, Gaziantepspor, Trabzonspor, Torpedo Moskou, Bursaspor, Khimki, Salyut Belgorod en Dinamo Bryansk. Met MPKZ Mozyr wist hij in 1996 Wit-Russisch kampioen te worden. Verder won hij in 2003 de Turkse beker met Trabzonspor.  